# Biegi narciarskie na Memoriale Bronisława Czecha i Heleny Marusarzówny
Biegi narciarskie na Memoriale Bronisława Czecha i Heleny Marusarzówny była jedną z dyscyplin narciarstwa klasycznego oraz narciarstwa alpejskiego, w której rywalizowali zawodnicy od 1946 do 1994 w Zakopanem.
Od 1946 mężczyźni rywalizowali w czwórboju, w którym jedną z konkurencji był bieg narciarski. Na program zawodów od 1952 składały się kombinacja norweska (w tym bieg narciarski) i kombinacja alpejska oraz otwarty konkurs skoków narciarskich. W 1953 do programu dodano otwarty bieg narciarski na 15 km, w 1955 otwarty bieg narciarski na 30 km oraz sztafetę 4 x 10 km, a w 1963 drugi otwarty konkurs skoków narciarskich.
Od 1953 Memoriał Bronisława Czecha i Heleny Marusarzówny był międzynarodową imprezą oraz jednym z ważniejszych wydarzeń sportowych w kalendarzu narciarskich zawodów FIS (FIS Race). Ranga Memoriału malała wraz z powstawaniem Pucharów Świata w poszczególnych dyscyplinach. On sam co prawda nadal znajdował się w kalendarzu FIS, ale stawał się imprezą trzeciorzędną. W 1994 odbyły się ostatnie zawody o Memoriał rozgrywane w konkurencjach klasycznych i alpejskich.

## Medaliści Memoriału Bronisława Czecha i Heleny Marusarzówny (biegi narciarskie)
| Data                                                                                  | 1. miejsce                         | Państwo               | 2. miejsce                       | Państwo               | 3. miejsce                        | Państwo               |
| ------------------------------------------------------------------------------------- | ---------------------------------- | --------------------- | -------------------------------- | --------------------- | --------------------------------- | --------------------- |
| Zawody nie zaliczane do klasyfikacji generalnej Pucharu Świata w biegach narciarskich |                                    |                       |                                  |                       |                                   |                       |
| 1994                                                                                  |                                    |                       |                                  |                       |                                   |                       |
| 1993                                                                                  |                                    |                       |                                  |                       |                                   |                       |
| 1992                                                                                  |                                    |                       |                                  |                       |                                   |                       |
| 1991                                                                                  |                                    |                       |                                  |                       |                                   |                       |
| 1990                                                                                  |                                    |                       |                                  |                       |                                   |                       |
| 1989                                                                                  |                                    |                       |                                  |                       |                                   |                       |
| 04.03.1988 (15 km) 03.1988 (30 km)                                                    | Józef Łuszczek                     | Polska                | Zbigniew Lis Bogdan Marcisz      | Polska                | Andrzej Krygowski Zbigniew Dygas  | Polska                |
| 15.03.1987 (15 km) 03.1987 (30 km)                                                    | Siergiej Imbaczow                  | ZSRR                  | Andrzej Krygowski Zbigniew Lis   | Polska                | Pielesz Pavel Jiřena              | Polska Czechosłowacja |
| 16.03.1986 (15 km) 03.1986 (30 km)                                                    | Stefan Lichoń                      | Czechosłowacja        | Vaclav Korunka                   | Czechosłowacja        | Martin Petrásek Zbigniew Lis      | Czechosłowacja Polska |
| 08.03.1985 (15 km)                                                                    | Vaclav Korunka                     | Czechosłowacja        | Jiří Srub                        | Czechosłowacja        | Stanisław Budny                   | Polska                |
| 28.01.1984 (15 km)                                                                    | Stanisław Budny                    | Polska                | Franciszek Małyjurek             | Polska                | Grzegorz Ogorzelec                | Polska                |
| 31.01.1983 (15 km) 28.01.1983 (30 km)                                                 | Jan Kohut Milan Blazko             | Czechosłowacja        |                                  |                       |                                   |                       |
| 01.1982 (15 km) 01.1982 (30 km)                                                       |                                    |                       |                                  |                       |                                   |                       |
| 01.02.1981 (30 km) 30.01.1981 (15 km)                                                 | Józef Łuszczek                     | Polska                | Leonid Oljuszin Ryszard Budz     | ZSRR Polska           | Ryszard Budz Leonid Oljuszin      | Polska ZSRR           |
| 1980 (15 km)                                                                          | Alf-Gerd Deckert                   | NRD                   | Leonid Oljuszin                  | ZSRR                  |                                   |                       |
| PŚ 16.02.1979 (15 km)                                                                 | Gulio Capitanio                    | Włochy                | Aleksandr Zawjałow               | ZSRR                  | Władimir Łukianow                 | ZSRR                  |
| 12.03.1978 (15 km)                                                                    | Józef Łuszczek                     | Polska                | Giampaolo Rupil                  | Włochy                | Wiesław Gębala                    | Polska                |
| 14.03.1977 (15 km)                                                                    | Józef Łuszczek                     | Polska                | Jürgen Wolf                      | NRD                   | Jan Staszel                       | Polska                |
| 13.03.1976 (15 km)                                                                    | František Simon                    | Czechosłowacja        | Jan Fajstavr                     | Czechosłowacja        | Juri Beran                        | Czechosłowacja        |
| 14.03.1975 (15 km)                                                                    | Markku Koskela                     | Finlandia             | Jan Dragon                       | Polska                |                                   |                       |
| 08.03.1974 (15 km)                                                                    | Jan Staszel                        | Polska                | Gerhard Grimmer                  | NRD                   | Jan Legierski                     | Polska                |
| Zawody organizowane w ramach zawodów FIS (FIS Race)                                   |                                    |                       |                                  |                       |                                   |                       |
| 16.03.1973 (15 km)                                                                    | Gert-Dietmar Klause                | NRD                   | Stanislav Henych                 | Czechosłowacja        | Jürgen Meinel                     | NRD                   |
| 19.03.1972 (10 km)                                                                    | Jan Staszel                        | Polska                |                                  |                       |                                   |                       |
| 19.03.1971 (15 km)                                                                    | Jan Staszel                        | Polska                | Iwan Garanin                     | ZSRR                  | Józef Rysula                      | Polska                |
| 20.03.1970 (15 km)                                                                    | Rune Mattsson                      | Szwecja               | Wawrzyniec Gąsienica             | Polska                | Gianfranco Stella                 | Włochy                |
| 07.03.1969 (15 km)                                                                    | Gerhard Grimmer                    | NRD                   | Anatolij Nasedkin                | ZSRR                  | Gert-Dietmar Klause               | NRD                   |
| 09.03.1968 (15 km)                                                                    | Wiaczesław Wiedenin                | ZSRR                  | Fiodor Simachow                  | ZSRR                  | Anatolij Nasedkin                 | ZSRR                  |
| 17.03.1967 (15 km)                                                                    | Johnson                            | Szwecja               | Edward Budny                     | Polska                | Walerij Awsiejew                  | ZSRR                  |
| 19.03.1966 (15 km)                                                                    | Józef Rysula                       | Polska                | G. Cinku                         | Rumunia               | T. Pawlak/Paweł Gorzołka          | Polska/ Polska        |
| 19.03.1965 (15 km)                                                                    | Józef Karpiel                      | Polska                | Edward Budny                     | Polska                | Ryszard Furtak                    | Polska                |
| 03.1964 (15 km)                                                                       | Józef Rysula                       | Polska                | Matti                            | Finlandia             | Bronisław Gut                     | Polska                |
| 03.1963 (30 km) 03.1963 (15 km)                                                       | Henryk Marek Jan Figura            | Polska                | Bronisław Gut Edward Budny       | Polska                | J. Łaszczak Józef Rubiś           | Polska                |
| 03.1962 (30 km) 16.03.1962 (15 km)                                                    | Józef Rysula                       | Polska                | Bronisław Gut Jan Figura         | Polska                | Józef Rubiś Bronisław Gut         | Polska                |
| 02.1961 (30 km) 02.1961 (15 km)                                                       | Giennadij Waganow                  | ZSRR                  | Alf Storelvmo Pawieł Kołczin     | Norwegia ZSRR         | Aleksiej Kuzniecow                | ZSRR                  |
| 19.03.1960 (30 km) 17.03.1960 (15 km)                                                 | Stanisław Szczepaniak Józef Rysula | Polska                | Jan Figura Stanisław Szczepaniak | Polska                | Tadeusz Jankowski Ryszard Furtak  | Polska                |
| 15.03.1959 (30 km) 13.03.1959 (15 km)                                                 | Andrzej Mateja Józef Rysula        | Polska                | Karl Hischier Ryszard Furtak     | Szwajcaria Polska     | Jan Figura Karl Hischier          | Polska Szwajcaria     |
| 23.03.1958 (30 km) 21.03.1958 (15 km)                                                 | Tadeusz Kwapień Jean Mermet        | Polska Francja        | Rudolf Cillík Tadeusz Kwapień    | Czechosłowacja Polska | Pál Sajgó Józef Gąsienica-Sobczak | Węgry Polska          |
| 24.03.1957 (30 km) 22.03.1957 (15 km)                                                 | Josef Prokeš Tadeusz Kwapień       | Czechosłowacja Polska | Werner Haase Tadeusz Jankowskim  | NRD Polska            | Józef Rubiś Antonín Teplý         | Polska Czechosłowacja |
| 22.03.1956 (30 km) 20.03.1956 (15 km)                                                 | Matti Hirvonen Tadeusz Kwapień     | Finlandia Polska      | Kalevi Ikonen Hannu Tolsa        | Finlandia             | Pál Sajgó Matti Santopukki        | Węgry Finlandia       |
| 24.03.1955 (30 km) 19.03.1955 (15 km)                                                 | Paavo Lonkila Arto Tiainen         | Finlandia             | Arto Tiainen Heikki Lehtonen     | Finlandia             | Heikki Lehtonen Jukka Meriläinen  | Finlandia             |
| 30.03.1954 (15 km)                                                                    | Vlastimil Melích                   | Czechosłowacja        | Tadeusz Kwapień                  | Polska                | Jaroslav Cardal                   | Czechosłowacja        |
| 27.03.1953 (17 km)                                                                    | Jaroslav Cardal                    | Czechosłowacja        | Tadeusz Kwapień                  | Polska                | Stanisław Styrczula               | Polska                |
| Zawody krajowe                                                                        |                                    |                       |                                  |                       |                                   |                       |
| 01.04.1952 (18 km)                                                                    | Władysław Dąbrowski                | Polska                | Stanisław Bukowski               | Polska                | Józef Karpiel                     | Polska                |
| zob. Zwycięzcy czwórboju na Memoriale Bronisława Czecha i Heleny Marusarzówny         |                                    |                       |                                  |                       |                                   |                       |
| 12.03.1951 (15 km)                                                                    | Józef Daniel Krzeptowski           | Polska                | Tadeusz Gąsienica Fronek         | Polska                | Tadeusz Kwapień                   | Polska                |
| 12.03.1950 (14 km)                                                                    | Tadeusz Kwapień                    | Polska                | Józef Daniel Krzeptowski         | Polska                | Stanisław Bukowski                | Polska                |
| 10.03.1949 (14 km)                                                                    | Tadeusz Kwapień                    | Polska                | Stefan Dziedzic                  | Polska                | Józef Daniel Krzeptowski          | Polska                |
| 18.03.1948 (16 km)                                                                    | Stefan Dziedzic                    | Polska                | Józef Daniel Krzeptowski         | Polska                | Tadeusz Kwapień                   | Polska                |
| 08.04.1947 (14 km)                                                                    | Stefan Dziedzic                    | Polska                | Janusz Kobylański                | Polska                | Tadeusz Kaczmarczyk               | Polska                |
| 03.1946 (18 km)                                                                       | Tadeusz Kwapień                    | Polska                | Stefan Dziedzic                  | Polska                | Marian Woyna Orlewicz             | Polska                |